# Toubakouta
Toubakouta fou una fortalesa de Gàmbia, prop del riu Gàmbia a la seva riba nord, en aquell moment encara territori no delimitat entre França i Gran Bretanya, a la gran regió del Niani, en un angle del riu Gàmbia i un dels seus afluents per la dreta, el Sandougou que donava nom també una regió més petita.
El 1887 Mahmadou Lamine, després de perdre la fortalesa de Dianna, va anar a predicar entre a gent al Naini i fou acollit a Toubakouta; aviat li van arribar guerrers de totes parts del Niani, del Sandougou i del Saloum; d'altra banda va aturar les represàlies del governador de la colònia del Senegal amb ofertes de submissió; a finals d'any disposava de 4000 homes entre els quals la gent de Toubakouta que l'havien acollit i els seus talibes que formaven un cos de 1500 homes fanàtics. Va ocupar Nétéboutou i altres posicions però es va haver de retirar aviat cap a Toubakouta.
El capità Fortin ja havia fortificat Bani darrerament i durant els darrers mesos havia entrenat als contingents del regne de Bundu. El 25 de novembre va concentrar les forces de les quals disposaria per l'expedició a Bani, uns 560 homes (incloent 300 auxiliars bondoukes manats per Usman Gazi); el seu objectiu era Toubakouta. Fortin volia capturar al marabut i va fer un pla amb els aliats francesos a Niani i amb Moussa Malo, rei del Fouladougou (al sud del Gàmbia), que per por de Mahmadou Lamine havia promès suport als francesos i es va comprometre a vigilar els passos cap al riu Gàmbia al nord mentre la gent de Niani vigilarien els gués del Sandougou: Paqueba, Oualia, etc., impedint així tota retirada cap a l'oest i el sud. Fortin marxaria recte cap a Toubakouta tancant el cercle per l'est. El 28 de novembre la columna va sortir de Bani i va creuar el Niéri-Ko a Goubaïel, per un pont improvisat; es van obrir camí per la densa de l'altiplà de Godjiel entre el riu Gàmbia i el Niéri-Ko, avançant només de nit i van arribar el 5 de desembre al matí a Sine on se'ls van unir contingents del Ouli. Fortin va saber aleshores que 300 guerrers estaven reunits a Barocounda, a mig camí de la fortalesa; calia doncs evitar aquesta població per evitar donar l'alarma a Toubakouta. Baracounda fou rodejada de nit a uns 3 km i després es va haver de superar una zona de maresmes molt complicada; el 8 de desembre els francesos eren davant de Toubakouta que estava a la riba dreta del marigot de Douga, amb turons a l'est, i un pendent suau de 500 metres fins al riu; la ciutadella estava ben disposada per sostenir una resistència perllongada amb dues rases i altres defenses i una muralla d'uns 5 metres d'alt amb dos torres, protegida per altres fortificacions quadrades en primera línia. Iniciat el combat els francesos van prendre la iniciativa; després dels combats inicials la mesquita fou incendiada i llavors es va donar l'ordre d'assalt. La fortalesa fou conquerida però el marabut ja havia fugit unes hores abans, quan va saber de l'arribada dels francesos per alguna indiscreció. Molts caps rebels foren morts; els francesos van tenir uns 50 ferits però cap europeu.
Mahmadou Lamine va marxar cap al Ouli, però al trobar el camí tallat va remuntar cap al Sandougou, sent aturat altre cop al gué Paqueba; no obstant va poder passar pel gué de Coly-Benlan on els guardians havien desertat. Va travessar el riu i es va tancar a Maka. El capità Fortin va iniciar una cacera de l'home. Moussa Malo li va oferir dos mil guerrers i amb ells va seguir per la riba dreta del Gàmbia tallant la retirada al marabut mentre que la gent de Ouli i els bundukes es dirigien cap a Maka. La gent de Maka va rebutjar els atacants però el cap local, intimidat pel ultimàtum enviat pel capità francès, va demanar a Mahmadou Lamine d'abandonar la població. El marabut va arribar a N'Gogo-Soukouta. Allí el va atrapar Moussa Malo; es va lliurar una lluita desesperada en la que els seus fidels es van deixar matar lluitant; Mahmadou-Lamine tocat per un cop de sabre va quedar malferit i va morir poc després; el seu cap fou enviat al campament francès el 12 de desembre de 1887. Els caps de la regió de Toubakouta es van sotmetre i van signar tractats de protectorat en una signatura comuna a la població el 14 de desembre de 1887.
Una població amb el mateix nom es troba a la regió de Fatick a la costa del Saloum, al Senegal, enfront d'una illa que li barra la sortida al mar que s'ha de fer pel riu o estret que separa l'illa de la mar.